# Daniel-Lesur
Jean-Yves Daniel-Lesur (født 19. november 1908 i Paris, Frankrig, død 2. juli 2002 sammesteds) var en fransk komponist, organist og professor.
Lesur studerede komposition og orgel under Charles Tournemire og blev i 1935 professor i kontrapunkt på Schola Cantorum.
Lesur var en nær ven til Olivier Messiaen.
Han er mest kendt for sine vokalværker. Lesur har også skrevet 2 symfonier, (bla. en dansesymfoni), orkesterværker, kammermusik, korværker, klaverstykker og værker for scenen etc. 

## Udvalgte værker
- "Danse Symfoni" (nr. 1) (1958) - for orkester
- "Symfoni af 'skygge og lys" (nr. 2)  (1964) - for orkester
- "Fransk suite" (1935) - for orkester
- Serenade (1954) - for strygeorkester
- Pastorale (1938) - for kammerorkester
- "Intime Harmonier" (1931) - for sang og klaver
- "Tre digte af Cécile Sauvage" (1939) - for sang og klaver
- "Lamento" (1983) - for violin og klaver